# 월드 사이버 게임즈 2009
월드 사이버 게임즈 2009(World Cyber Games 2009)는 2009년 11월 11일부터 15일까지 걸쳐 중화인민공화국의 청두에서 개최된 e스포츠 대회이다. 70개 국가에서 선발된 총 600명이 참가하며 총 상금 규모는 50만 달러이다.

## 정식 종목

### PC 게임
- 워크래프트 III: 프로즌 쓰론
- 스타크래프트: 브루드 워
- 카운터-스트라이크 1.6
- FIFA 09
- 캐롬 3D
- 붉은 보석
- 트랙매니아

### Xbox 360 게임
- 기타 히어로: 월드 투어
- 버추어 파이터 5

### 모바일 게임
- 아스팔트 4: 엘리트 레이싱
- 와이즈 스타 2

### 프로모션 게임
- 던전 앤 파이터

## 결과
| 종목 및 메달                | Gold             | Silver       | Bronze          | 4위           |
| 워크래프트 III: 프로즌 쓰론 | infi             | Fly100%      | SK.Lyn          | EG.Happy      |
| 카운터-스트라이크 1.6       | AGAiN            | fnatic       | Mortal Teamwork | tp.uSports    |
| 트랙매니아                  | KarjeN           | FrostBeule   | Bergie          | Pezi          |
| 스타크래프트: 브루드 워     | n.Die_Jaedong    | Stork[gm]    | Bisu[Shield]    | Kolllsen      |
| FIFA 09                     | SK_Kr0ne         | SK_hero      | Pio_            | Geenens       |
| 붉은 보석                   | ComeonBaby       | HAPPY_SWEETS | Cool Runnings   |               |
| 캐롬 3D                     | MARCJACOBS       | jeantek      | Protonski       | Indigo_Ferret |
| 버추어 파이터 5             | FOOD             | ShinZ_Km     | Rikojjang       | stprock       |
| 기타 히어로: 월드 투어      | caiomenudo13     | MoB_Shift    | smokyprogg      | TG.beeche     |
| 와이즈 스타 2               | a.Enrico         | Blackbelt    | TorcH           | rongchen      |
| 아스팔트 4: 엘리트 레이싱   | TER_BURBERRYqq   | slyfoxlover  | KimBuJa         | Vassago       |
| 던전 앤 파이터              | UraniumHwangjaeM | CLAY         | Marenobba       | YASAI         |